# Ямал (приток Сангильки)
Ямал — река в России, протекает по Каргасокскому району Томской области. Долина реки лежит к югу от урочища Ямальский материк и к северу от урочища Пульсецкий материк. Устье реки находится в 178 км от устья Сангильки по левому берегу. Длина реки составляет 18 км.

## Данные водного реестра
По данным государственного водного реестра России относится к Верхнеобскому бассейновому округу, водохозяйственный участок реки — Обь от впадения реки Васюган до впадения реки Вах, речной подбассейн реки — Васюган. Речной бассейн реки — (Верхняя) Обь до впадения Иртыша.
Код объекта в государственном водном реестре — 13010900112115200034787.

## Топографическая карта
- Лист карты P-44-XXXIII,XXXIV. Масштаб: 1 : 200 000. Состояние местности на 1966 год. Издание 1986 г.